# L'Âne qui a bu la lune
Pour plus de détails, voir Fiche technique et Distribution.
L'Âne qui a bu la lune est un film français réalisé par Marie-Claude Treilhou en 1986 et sorti en 1988.

## Synopsis
Cinq contes populaires issus du patrimoine occitan racontés par un grand-père à son petit-fils. Les histoires se déroulent dans le département de l'Aude, dans les Corbières :
1. Les trois jeunes gens : trois jeunes occitans vont à Paris à pied pour apprendre le français. Ayant appris quelques mots en répétant les sons entendus par un marcheur, ils sont accusés de meurtre sur un malentendu.
2. Le cochon élu maire : tourné à Labastide en val. Le maire d’un village est décédé et personne n’est volontaire pour lui succéder. Il est annoncé qu’une pomme sera lancée sur la place du village, celui qui la ramassera sera maire : un cochon est ainsi désigné maire à la suite d'une blague d’un groupe de jeunes gens. Cet épisode a été tourné en un plan-séquence.
3. Le moine changé en âne : Sur le chemin du marché un homme se fait voler son âne, un des voleurs prend la place de l’animal en prétendant être un ancien frère supérieur du couvent de Lagrasse transformé en âne à cause de ses pêchés.
4. L'âne qui a bu la lune : Un homme emmène son âne boire à la fontaine et croit que ce dernier a bu la lune. Inspiré d'un conte traditionnel.
5. Le carnaval : L’histoire de Christian Maraval, mort à 28 ans le 11 avril 1987, et de Nina Salvado, morte à 20 ans le 11 avril 1986. Christian est au carnaval de Limoux, il croit reconnaître Nina sous un masque, quand il se rend compte que ce n’est pas elle, il délire et se fait percuter par un train.

## Fiche technique
- Titre : L'Âne qui a bu la lune
- Réalisation et scénario : Marie-Claude Treilhou
- Montage : Khadicha Bariha
- Photographie : Lionel Legros
- Décors : Patrick Durand
- Costumes : Nathalie Cercuel
- Production : Nicole Azzaro et Guy Cavagnac
- Sociétés de production : A.C.S. Ateliers cinématographiques Sirventès, La Sept, Conseil régional Midi-Pyrénées, Conseil régional du Languedoc-Roussillon, Ville de Toulouse, CNC, FR3 Midi-Pyrénées Languedoc-Roussillon, Conseil général de l'Aude, Unité 3
- Société de distribution : Bac Films
- Pays d'origine :  France
- Langue originale : français & occitan
- Format : couleur
- Genre : comédie dramatique
- Durée : 96 minutes
- Date de sortie : France - 24 février 1988[1]

## Distribution
- José Pech
- Térence Le Deschault de Montredon
- Christian Conojero
- Jean-Pierre Olive
- Didier Serres
- Bernard Aubert
- Robert Bourrianes
- Charles Serres
- Marie-Thérèse Rocalve
- Denis Bonnes
- Bernadette Cellier
- Jean Guilaine
- Jean Labeyrie
- Gabriel Chauvet
- Magali Arnaud
- Jean-Henri Meunier

## Production
Il s'agit du second long métrage de Marie-Claude Treilhou, sorti presque 10 ans après Simone Barbès ou la vertu.
La réalisatrice a connu des difficultés financières pour produire son film : "finalement le budget du film prévu sur une base de 7 millions tourne autour de 4 millions cinq, l'avance sur recette ayant été refusée. Il s'agit du plus gros budget investi par les A.C.S. de Toulouse (Ateliers Sirventès)". Le film a été produit par une association de production régionale les A.C.S. et par La Sept.
Les acteurs du films sont non professionnels, « tous des paysans de l'Aude », le tournage est décrit dans L'Humanité comme économe "une équipe d'amis techniciens a émargé au SMIC ou presque, les acteurs étant quasi bénévoles. Quant au gros du budget (4,80 millions), il a été mangé par la qualité de la pellicule, le traitement de la photo, la recherche en laboratoire sur le noir et blanc".

## Accueil
Le film a reçu un accueil mitigé de la presse comme le relate Michel Boué dans L'Humanité "C'est sûr, la presse s'avoue perturbée par cet objet cinématographique non identifiable, irrécupérable, hors d'âge, dit-elle". Louis Scorecki dans Libération souligne l'originalité du projet et d'un film "pas comme les autres", comme Jacques Valot dans La revue du cinéma : "le film de M.-C. Treilhou témoigne de la précieuse survivance d'un cinéma artisanal et non standard [...]. A l'ère de l'image de synthèse et du clip à tout crin, il fait figure d'OVNI et constitue un anachronisme bigrement sympathique".